# Torrellas (Saragossa)
Torrellas ist ein nordspanischer Ort und eine Gemeinde (municipio) mit 231 Einwohnern (Stand: 2024) im Nordwesten der Provinz Saragossa im Westen der Autonomen Region Aragonien. Der Ort gehört zur bevölkerungsarmen Serranía Celtibérica.

## Lage und Klima
Der Ort Torrellas liegt am Río Queiles nur ca. 12 km (Luftlinie) nordöstlich der maximal ca. 2315 m hohen Sierra de Moncayo etwa 81 km (Fahrtstrecke) nordwestlich der Provinzhauptstadt Saragossa nahe der Grenze zur altkastilischen Provinz Soria in einer Höhe von ca.  500 bis 570 m; die sehenswerten Kleinstädte Tarazona und Borja befinden sich ca. 5 km östlich bzw. 26 km südöstlich. Das Klima ist gemäßigt bis warm; Regen (ca. 465 mm/Jahr) fällt mit Ausnahme der Sommermonate übers Jahr verteilt.

## Bevölkerungsentwicklung
| Jahr      | 1857 | 1900 | 1950 | 2000 | 2017 |
| Einwohner | 946  | 869  | 943  | 305  | 254  |

Die Mechanisierung der Landwirtschaft, die Aufgabe bäuerlicher Kleinbetriebe und der damit verbundene Verlust von Arbeitsplätzen führten in der zweiten Hälfte des 20. Jahrhunderts zu einem deutlichen Rückgang der Bevölkerungszahl (Landflucht).

## Wirtschaft
Jahrhundertelang lebten die Bewohner des Ortes direkt oder indirekt als Selbstversorger von der Landwirtschaft, zu der auch die Viehhaltung gehörte. Heute spielen Obstbaumplantagen und Weinbau wesentliche Rollen im Wirtschaftsleben des Ortes; außerdem werden Ferienwohnungen (casas rurales) vermietet.

## Geschichte
Keltiberische, römische, westgotische und selbst maurische Siedlungsspuren wurden bislang nicht entdeckt; im 19. Jahrhundert wurde allerdings ein in ein Haus eingemauerter Stein mit der antiken Ortsbezeichnung Lombacos entdeckt. Im 8. Jahrhundert drangen arabisch-maurische Heere bis ins obere Ebro-Tal vor; um das Jahr 1120 wurde die Gegend von Alfons I. von Aragón zurückerobert (reconquista). Später gehörte sie zum Haus Luna und war zwischen den Königreichen Aragón und Kastilien umstritten (Guerra de los Dos Pedros); dieser Streit endete erst mit der Eheschließung der Katholischen Könige Isabella I. von Kastilien und Ferdinand II. von Aragón im Jahr 1469. Mit der Vertreibung der Moriscos im Jahr 1610 verlor der Ort auf einen Schlag drei Viertel seiner Einwohner.

## Sehenswürdigkeiten

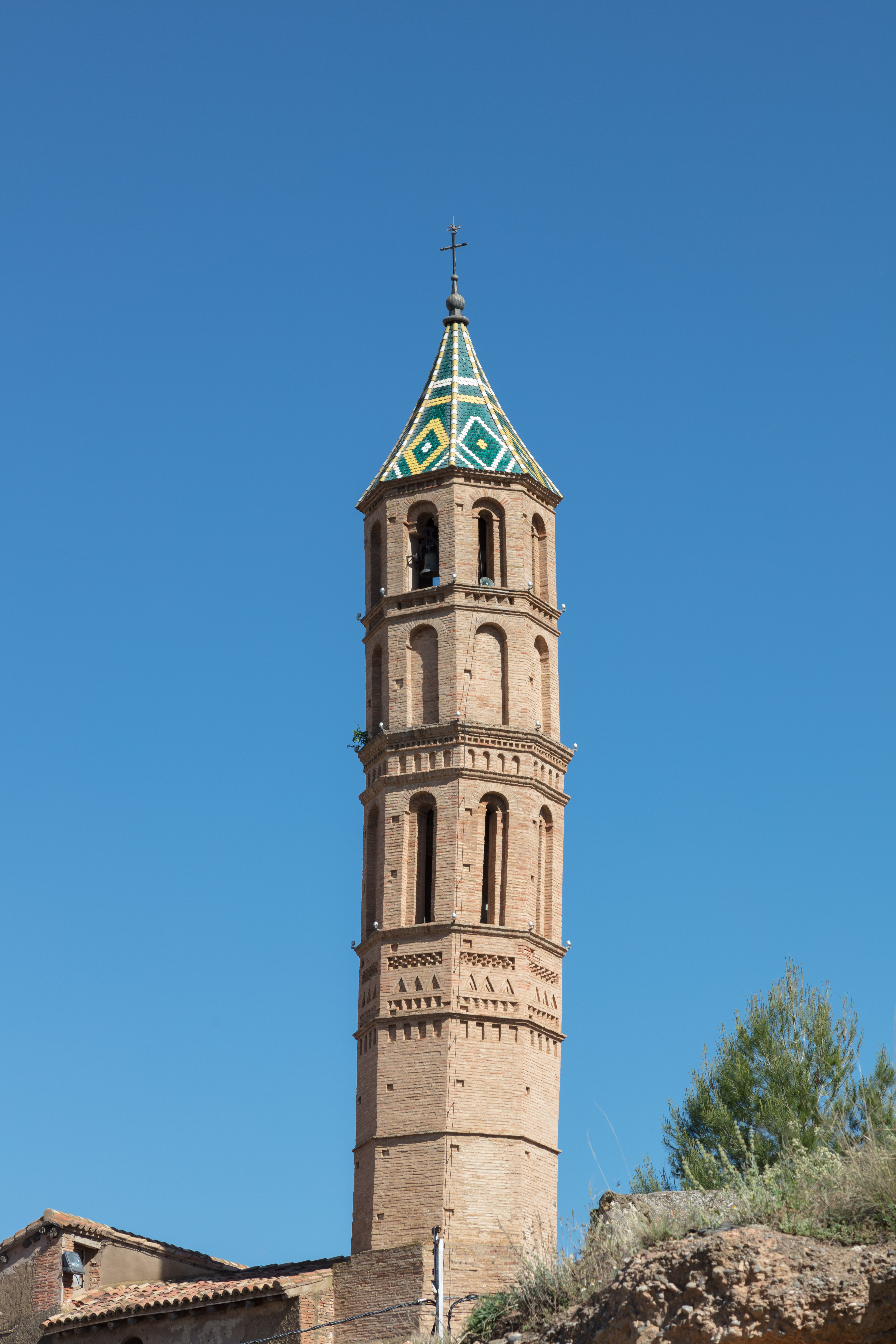
Torrellas – Kirchturm von San Martín de Tours

- Eine Burg (castillo) existierte im 12. und 13. Jahrhundert; spärliche Reste des Bergfrieds (torre del homenaje) sind in mehrere Häuser integriert.
- Die bis ins 17. Jahrhundert als Moschee dienende Kirche San Martín de Tours bewahrt noch Zeugnisse ihrer Vergangenheit: Der Grundriss des Bauwerks ist annähernd quadratisch und somit apsislos; die drei Kirchenschiffe sind annähernd gleich hoch. Der im Mudéjar-Stil ganz aus Ziegelsteinen errichtete schlanke Kirchturm wurde um die Mitte des 16. Jahrhunderts hinzugefügt.[6][7] Er gibt als „schiefer Turm“.[8]
- Die Plaza Mayor wird teilweise von Arkadenhäusern gesäumt.